# Estação Fernão Velho
A Estação Fernão Velho é uma das estações da Linha Azul do Sistema de Trens Urbanos de Maceió, situada em Maceió, entre a Estação Goiabeira e a Estação ABC.
Foi inaugurada em 2 de dezembro de 1884. Localiza-se na Rua Comendador Vasconcelos. Atende o bairro do Fernão Velho.